# Michael Solomon Alexander
Michael Solomon Alexander (né le 1er mai 1799, Schönlanke, (Posen), Prusse, aujourd'hui Trzcianka, Pologne, décédé le 23 novembre 1845, Bilbeis, Empire ottoman, aujourd'hui Égypte) est le premier évêque anglican de Jérusalem, à l'incitation de Frédéric-Guillaume IV de Prusse.

## Biographie
Second fils d'une famille de cinq enfants nés de Alexander Wolff, dont les ancêtres sont venus de Prusse en Angleterre, où il rencontre William Marsh et Joseph Frey, de la London Society for Promoting Christianity Amongst the Jews (CMJ). Il part avec sa femme Deborah Levy pour Dublin, puis deviendra enseignant au King's College London de 1832 à 1841. Le 7 décembre 1841, il devient le premier évêque protestant de Jérusalem où il subit une opposition forte.

Il est enterré dans le cimetière du Mont Sion. Son successeur est Samuel Gobat.
Il eut neuf filles : (Sarah Jane Isabella Wolff, Fanny Vincent Steele, Deborah Rebecca Marsh, Anna, Elizabeth, Mary Anne, Louisa, Salome, and Emilie) and two sons (Michael Robert Richard Hawtrey and Alexander Benjamin).